# Tungvattenreaktor
Tungvattenreaktor, en typ av kärnreaktor som använder tungt vatten som moderator. 
Tack vare det tunga vattnets låga neutronabsorption, kan man använda naturligt (icke-anrikat) uran som är billigare. Tungvattenreaktorer är även av intresse för länder som i hemlighet eller mot den internationella viljan, önskar framställa kärnvapen. Detta eftersom anrikat uran endast produceras på ett fåtal platser och handeln med det är omgärdat av starka kontrollsystem. Naturligt uran kan produceras inhemskt av många länder, utan de enorma kostnaderna för att bygga anrikningsanläggningar. När uran sedan klyvs i en kärnreaktor bildas även plutonium i bränslet som en biprodukt, vilket då kan separeras ut och användas för kärnvapen.
Före 1955 fanns inte anrikat uran att köpa på världsmarknaden, vilket var orsaken till att många länders tidiga kärnkraftverk använde tungvattenreaktorer. De flesta länder gick sedan över till lättvattensreaktorer. Ett viktigt undantag är Kanada som 1999 hade omkring 20 tungvattenreaktorer i drift, av den egenutvecklade CANDU-typen som de även har exporterat ett tiotal av.